# Idempotent element
Een idempotent element in een magma {\displaystyle (V,*)} is een element {\displaystyle p} waarvoor geldt: 
{\displaystyle p*p=p}
In een algebraïsche structuur met een neutraal element, zoals een groep,  is het neutrale element idempotent. In een groep is het neutrale element ook het enige idempotente element. Een algebraïsche structuur kan verschillende idempotente elementen hebben.
De naam idempotent komt ervan dat alle machten van {\displaystyle p} gelijk aan {\displaystyle p} zelf zijn.

## Voorbeelden
- In de verzameling van de natuurlijke getallen met de bewerking optellen is 0 het enige idempotente element, want:

{\displaystyle 0+0=0}
en
{\displaystyle n+n=n\Rightarrow n=0}
- In de verzameling van de natuurlijke getallen getallen met de bewerking vermenigvuldigen zijn 0 en 1 beide idempotente elementen.

{\displaystyle 0\times 0=0}
{\displaystyle 1\times 1=1}

## Overige
Idempotentie met betrekking tot algebraïsche structuren is dezelfde eigenschap als hier beschreven, maar behalve voor individuele elementen ook gedefinieerd voor de verzameling {\displaystyle V} in zijn geheel of voor een deelverzameling daarvan. Een deelverzameling {\displaystyle S\subseteq V} heet idempotent wanneer voor alle elementen in {\displaystyle S} geldt dat zij idempotent zijn.
Een absorberend element in een magma {\displaystyle (V,*)} is een element {\displaystyle a\in V} met de eigenschap dat voor alle {\displaystyle x\in V} geldt: 
{\displaystyle a*x=a=x*a}
Een absorberend element is idempotent.